# Ryszard Prill
Ryszard Janusz Prill (ur. 5 lutego 1949 w Wałbrzychu, zm. 8 lipca 2018) – polski kolarz, następnie rzeźbiarz. Medalista mistrzostw Polski, reprezentant kraju.

## Życiorys
Był zawodnikiem Kociewia Starogard Gdański (1966–1968), Floty Gdynia (1968–1970) i WLKS Neptun Pruszcz Gdański (1971–1984).
W 1966 został mistrzem Polski juniorów, w 1967 wicemistrzem Polski juniorów w kolarstwie przełajowym. Dwukrotnie zdobywał tytuł wicemistrza Polski seniorów w kolarstwie przełajowym (1971, 1977). Reprezentował Polskę na mistrzostwach świata w kolarstwie przełajowym w 1974 (28 m. w wyścigu amatorów) i 1977 (22 m. miejsce w wyścigu amatorów).
Od 1963 rzeźbił w drewnie i kamieniu. Od 1985, po zakończeniu kariery sportowej poświęcił się rzeźbie. Był autorem figury Matki Boskiej Bolesnej stanowiącej część ołtarza wykorzystanego w czasie mszy świętej w Sopocie, podczas pielgrzymki Jana Pawła II do Polski w 1999, pomnika Jana Pawła II w Ocyplu, pomników św. Wojciecha i tzw. ławeczki papieskiej przed kościołem Wniebowzięcia Najświętszej Maryi Panny we Władysławowie, płaskorzeźb patronów szkół - Ignacego Jana Paderewskiego w Szkole Podstawowej nr 4 w Pruszczu Gdańskim i Mariana Raciborskiego w Technikum Ogrodniczym w Pruszczu Gdańskim.
W 1984 został odznaczony Srebrnym Krzyżem Zasługi.